# خوليو بوربون
خوليو بوربون (بالإنجليزية: Julio Borbon)‏ هو لاعب كرة قاعدة أمريكي، ولد في 20 فبراير 1986 في ستاركفيل في الولايات المتحدة.

## وصلات خارجية
- خوليو بوربون على موقع دوري كرة القاعدة الرئيسي (الإنجليزية)
- خوليو بوربون على موقعبيزبول رفرنس.كوم (الدوري الرئيسي) (الإنجليزية)
- خوليو بوربون على موقعبيزبول رفرنس.كوم (الدوري الثانوي) (الإنجليزية)
- خوليو بوربون على موقع إي إس بي إن.كوم (أم.أل.بي) (الإنجليزية)
- خوليو بوربون على موقع مشجعي الرسوم البيانية (الإنجليزية)